# Kopplung (Elektronik)
Das Prinzip der Kopplung bezieht sich in der Elektronik auf eine Signalkopplung zwischen zwei Punkten. Unterschieden wird hier:
- die galvanische Kopplung
- die induktive Kopplung
- die kapazitive Kopplung
- die Wellenkopplung, Kombination aus induktiver und kapazitiver Kopplung[1][2]
- die Strahlenkopplung, Abstrahlung von elektrischen Schaltkreisen[3][4]

Des Weiteren erfolgt eine Unterteilung in eine unterkritische Kopplung und eine überkritische Kopplung im Bereich von Kopplungsprozessen von hochfrequenten Signalen, bei denen die Kopplung zu einer Beeinflussung der Kreisgüte beteiligter Schwingkreise führt. Die Stärke einer Kopplung wird in der Elektronik mit einem Kopplungsfaktor angegeben.
In vielen technischen Anwendungen wird eine Kopplung gezielt eingesetzt, vor allem zur Signalübertragung. Kopplungen treten jedoch auch häufig unerwünscht in Erscheinung, wo eigentlich keine gegenseitige Beeinflussung von unabhängigen Leitern oder Signalkanälen erwünscht ist, z. B. beim früheren klassischen Übersprechen zwischen analogen Telefonleitungen, dem Netzbrummen, zwischen den beiden Kanälen einer Stereoanlage oder benachbarten Funkkanälen. Man spricht dann z. B. von der Einkopplung eines Störsignals in das eigentliche Nutzsignal.
In der modernen Digitaltechnik ist diese Problematik generell deutlich geringer als bei der Analogtechnik. Insbesondere in Geräten zur Messung oder Verstärkung sehr kleiner analoger Signale (Millivolt-Bereich und darunter), z. B. bei Oszilloskopen oder Hirnstrom-Messungen, wird teils hoher konstruktiver und apparativer Aufwand betrieben, um Störkopplungen etwa durch Abschirmung zu minimieren.